# Troefcall Sportbond Nederland
De Troefcall Sportbond Nederland (TSBN) is de officiële Nederlandse sportbond voor het kaartspel troefcall. De bond is gevestigd in Amsterdam. De TSBN werd in 1996 opgericht.

## Wedstrijden
De  TSBN organiseert een troefcallcompetitie en daarnaast nog een bekercompetitie. In 2016 organiseerde de bond in Amsterdam de eerste wereldkampioenschappen troefcall, waaraan deelnemers uit Nederland en Suriname (STcB) deelnamen. Het kampioenschap werd gewonnen door Arieydo en Jiwandath Ramlakhan van de vereniging Four Aces Newstyle uit Dordrecht.

## Geschiedenis
In Nederland werd het kaartspel aanvankelijk onder Surinaamse Nederlanders gespeeld. In 1986 richtte Iwan Reid samen met anderen een troefcallclub op die aanvankelijk bestond uit achttien leden. In 1996 werd de Regionale Troefcall Bond opgericht die in de regio Amsterdam toernooien organiseerde. Op dat moment waren er vijf verenigingen uit de stad bij aangesloten. Hiervan bestaat TC Safri niet meer. De andere verenigingen waren TC Bolletrie, Jepi Makandra, TC Prasoro en TC Sipa; de laatste veranderde de naam later naar Stanvaste. De bond werd in 2000 omgezet naar de landelijke bond TSBN. De bond heeft begin 2020 ruim driehonderd leden. In 2016 zijn er verenigingen uit acht steden aangesloten bij de bond.